# Nephrotoma cornicina
Nephrotoma cornicina là một loài ruồi trong họ Ruồi hạc (Tipulidae). Chúng phân bố ở miền Cổ bắc, Nearctisch và miền Ấn Độ - Mã Lai.
- Tư liệu liên quan tới Nephrotoma cornicina tại Wikimedia Commons